# Golfbold
En golfbold (også kaldet golfkugle) er en bold, som er designet til brug ved golfspil.
I et appendiks til de officielle golfregler defineres det, at en golfbold ikke må veje mere end 45,93 gram, at diameteren ikke må være mindre end 42,67 mm og at formen ikke må afvige væsentligt fra en symmetrisk sfære. Ligesom golfkøller er golfbolde genstand for test og godkendelse af de øverste myndigheder indenfor golf, The Royal and Ancient Golf Club of St Andrews og The United States Golf Association, og de bolde og køller, som ikke overholder reglerne må ikke bruges i matcher (Regel 5-1).

## Historie
Man brugte bolde af træ indtil begyndelsen af det 17. århundrede, hvor featherie bolden blev opfundet. Dette tilføjede en ny og spændende side til golfspillet. En featherie er håndsyet af okselæder og fyldt med gåsefjer. Bolden er derefter malet hvid. Der var fjer nok i bolden til at fylde en høj hat. De blev kogt og derefter stoppet i bolden. Efterhånden som de afkøledes, udvidede fjerene sig, mens læderet krøb, hvilket gav en kompakt bold. Som følge af dens overlegne flyveegenskaber forblev featherien standard bolden i over 2 århundreder. En trænet boldmager kunne imidlertid kun lave 2 om dagen, så de var dyre. Det var også svært at lave en helt rund bold, og derfor havde boldene ofte en irregulær flugt. Når man spillede i vådt vejr rådnede trådene i bolden, og bolden kunne gå i stykker, når den ramte en hård overflade.
I 1848 opfandt Robert Adam Paterson guttaperka-bolden (kaldet guttie). Guttier var billigere at fremstille og kunne fremstilles med mønstret overflade, som forbedrede flyveegenskaberne, derfor erstattede de fuldstændigt fjerboldene i løbet af få år.
I det 20. århundrede blev der udviklet golfbolde bestående af flere lag. Først i form af en massiv eller væskefyldt kerne omviklet med gummitråd og en tynd ydre skal. Dette design gav producenterne mulighed for at arbejde med hvor langt bolden kunne slås, dens spin og boldfornemmelsen. Disse bolde blev især værdsat for deres bløde boldfornemmelse.
Nutidens golfbolde er videreudviklet til at have en kerne af jordblandinger, hybrid materialer, blødere skal, og en mere sammenpresset kerne. De består i reglen af to, tre eller fire lag, som består af forskellige syntetiske materialer. De fås i mange udformninger med karakteristika, der er afstemt efter de behov golfspillere måtte have.

## Aerodynamik
Det øjeblik på mindre end et millisekund hvor en golfbold bliver ramt er afgørende for boldens hastighed, retning og spin, hvilket alt sammen har betydning for dets bane i luften og hvordan den opfører sig, når den rammer jorden.
En golfbold, som flyver gennem luften udsættes for to store aerodynamiske kræfter, opdrift og luftmodstand. Bolde med små fordybninger i overfladen (dimples) flyver længere end bolde med en glat overflade som følge af en kombination af de to effekter
For det første forsinker dimples den hast hvormed bolden bryder ud af det luftlag som omgiver den. Hurtig adskillelse afstedkommer, at der dannes betydelig turbulens, som er en primær årsag til luftmodstand. Ved at forsinke udbruddet mindskes turbulensen og dermed luftmodstanden.
For det andet giver baglæns rotation (backspin) opdrift ved at forandre luftens strømning omkring bolden, på samme måde som ved vingen på et fly. Ved næsten alle golfslag er der backspin på grund af vinklen mellem køllens overflade og et lodret plan (køllens loft). En bold med backspin får opdrift, hvilket får den til at flyve højere og længere end en bold uden spin.
Sidespin optræder, når køllefladen ikke er vinkelret på slagretningen, hvilket giver afdrift til den ene eller den anden side. Desværre forstærker dimples denne effekt.
For at få mest muligt ud af de aerodynamiske effekter er det vigtigt at bolden holdes ren. Det kan gøres i hånden, men de fleste steder er der mekaniske boldrensere til rådighed.

## Udformning
De fleste golfbolde man kan købe i dag har mellem 300-450 dimples. Godkendte bolde er udformet efter at være så symmetriske som muligt. Denne symmetri er resultatet af en kontrovers fra slutningen af 1970'erne hvor Polera bolde havde 6 rækker almindelige dimples ved boldens ækvator, men meget flade dimples på resten af overfladen. Det hjalp bolden til selv at korrigere rotationen i flugten. USGA forbød disse bolde, og ændrede reglerne så asymmetriske bolde blev helt forbudt.
Golfbolde findes i forskellige farver som bl.a. bruges i snevejr. Hvid er den mest almindelig farve, hvilket kan gøre det lettere at finde bolden, når den er forsvundet i vegetation. For at kende forskel har bolden et tal (1-5) eller den kan mærkes med en tusch.

## Valg
Der er mange typer golfbolde på markedet og spilleren står ofte overfor en vanskelig beslutning. Golfbolde kan deles i to kategorier: Motionsbolde og avancerede bolde. Motionsbolde er rettet mod den almindelige golfspiller, som har en lav svinghastighed (130 km/t eller derunder) og nemt mister bolde på banen. Disse bolde består af to lag med en overflade, der er fastere end kernen. Deres lave kompression og reducerede sidespin passer godt til gennemsnitsgolferens lave svinghastighed, og samtidig er boldene billigere end de avancerede.
Avancerede bolde består af flere lag, har blød overflade og fast kerne. De resulterer i mere spin fra loftede køller (især wedges) og føles bløde i hånden ved korte slag. Imidlertid kræver disse bolde en langt højere svinghastighed som kun fysisk stærke spillere kan præstere, og har man ikke denne hastighed, resulterer det i at slaget bliver kortere.